# Togo (Hund)

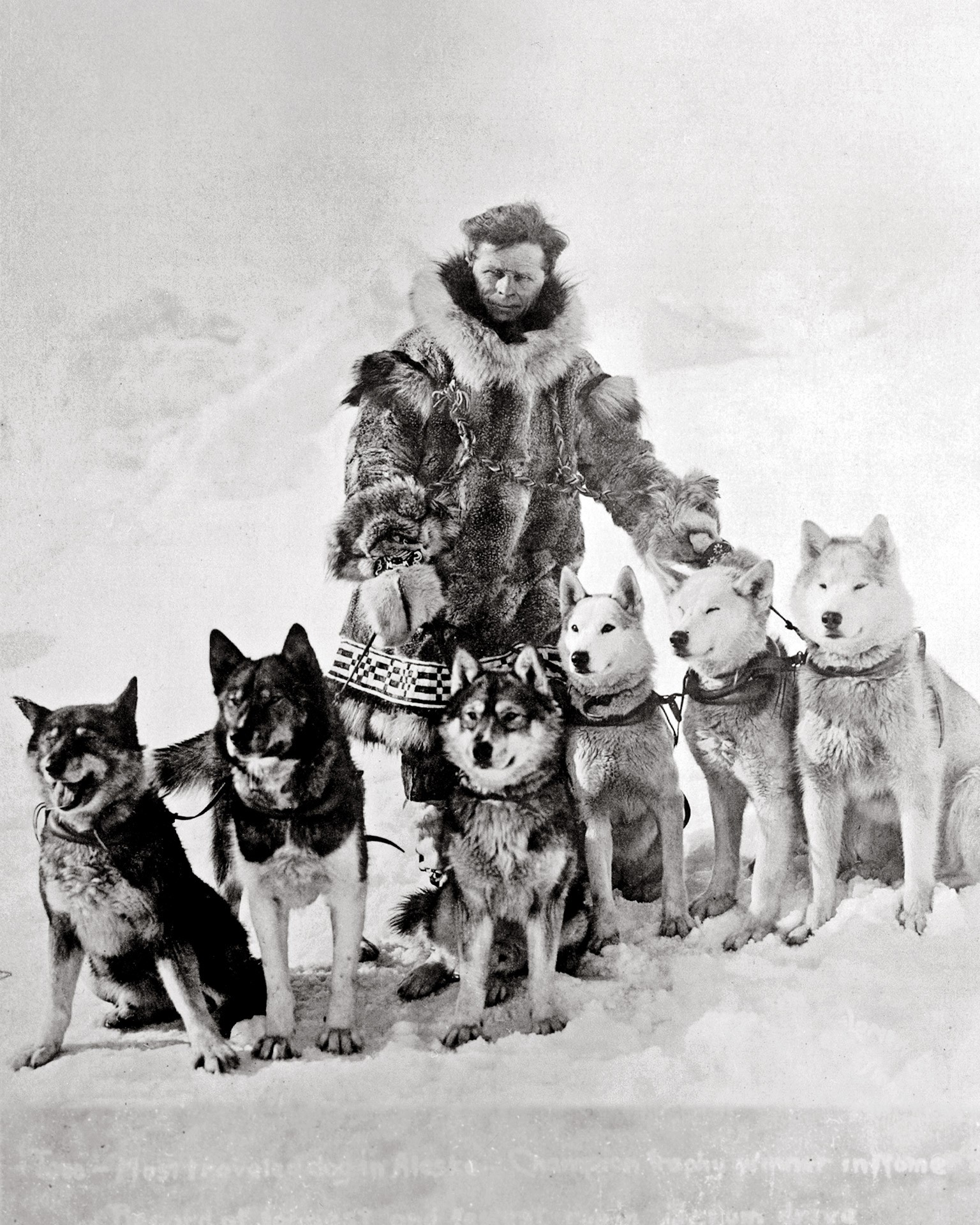
Leonhard Seppala mit sechs seiner Schlittenhunde. Von links nach rechts: Togo, Karinsky, Jafet, Pete, unbekannter Hund, Fritz

Togo (* Oktober 1913 in Little Creek, Alaska; † 5. Dezember 1929 in Poland Spring, Maine) war ein Schlittenhund der Rasse Siberian Husky, der 1925 als Leithund des Mushers Leonhard Seppala das längste und schwierigste Teilstück des Serum Run to Nome zurücklegte. Er ist ein wichtiger Vorfahre der heute lebenden Siberian Huskies.
Togo war nach Heihachiro Togo benannt, einem japanischen Admiral im Russisch-Japanischen Krieg. Sein Fell war schwarz, braun und grau, und er wog ca. 22 kg. Sein Vater war Suggen, Seppalas Leithund bei den All Alaska Sweepstakes von 1914. Zum Zeitpunkt des Serum Run war Togo bereits zwölf Jahre alt.

## Serum Run to Nome
Als im Januar 1925 in Nome in Alaska die Diphtherie ausbrach, musste das Antiserum gegen die Krankheit vom fast tausend Meilen entfernten Ort Anchorage dorthin transportiert werden. Aufgrund des extrem kalten und stürmischen Wetters war ein Lufttransport nicht möglich, so dass das Medikament nur per Hundeschlitten transportiert werden konnte. Dies geschah über eine Stafette mit zwanzig Hundeschlitten.
Seppalas Gespann mit dem Leithund Togo übernahm das Serum am 31. Januar 1925 in Shaktoolik von Henry Ivanoffs Gespann. Die Außentemperatur betrug zu diesem Zeitpunkt −34 °C, unter Berücksichtigung des Windchill −65 °C. Die Route führte über den zugefrorenen Norton Sound nach Westen. Aufgrund der schwierigen Sichtverhältnisse verlor Seppala die Orientierung, Togo fand allerdings gegen 20 Uhr das Roadhouse in Isaac’s Point, wo das Team nach 134 km sechs Stunden rastete. Um 2 Uhr Morgens am 1. Februar setzte Seppala den Transport fort.
Während der Nacht war die Temperatur auf −40 °C gefallen, die Windgeschwindigkeit betrug über 100 km/h. Seppala wählte eine Route nahe der Küstenlinie auf dünnem Eis, überquerte den 1.500 m hohen Little McKinley Mountain und erreichte schließlich Golovin, wo Charlie Olsen die Fracht übernahm, der sie schließlich für die letzte Etappe Gunnar Kaasen mit Balto übergeben sollte.

## Nach dem Serum Run
Nach dem erfolgreichen Abschluss des Serum Runs wurde die größte Aufmerksamkeit Balto zuteil, dem Leithund des letzten Gespanns. Allerdings war die von Seppala zurückgelegte Etappe von Nome nach Shaktoolik und zurück nach Golovin 420 km lang. Sein Gespann transportierte das Serum über eine Distanz von 146 km, fast doppelt so weit wie jedes andere Gespann der Stafette, und wäre ohne Togos Orientierungssinn verloren gewesen. Seppala war über den Mangel an Anerkennung für seinen Leithund enttäuscht und kommentierte:

“It was almost more than I could bear when the newspaper dog Balto received a statue for his ‚glorious achievements‘ .”

„Es war für mich fast unerträglich, als der Zeitungshund Balto eine Statue für seine ‚glorreiche Leistung‘ errichtet bekam.“

Im Oktober 1926 begab sich Seppala mit Togo und einigen anderen Hunden auf eine Tour, die sie von Seattle bis nach Kalifornien führte. Das Publikumsinteresse war beträchtlich, und Seppala wurde zum Werbeträger des Zigarettenherstellers Lucky Strike. Danach reiste das Team nach New York City, wo es in einer Parade durch die Fifth Avenue zum Central Park zog und danach mehrmals im Madison Square Garden auftrat. Bei einem dieser Auftritte verlieh der Polarforscher Roald Amundsen Togo eine Goldmedaille.
Seppala und sein Team starteten in mehreren Schlittenhunderennen in Neuengland gegen die einheimischen Chinooks und gewannen ihre Rennen jeweils mit großem Abstand. Daraufhin wurden Siberian Huskies in Maine populär, und Seppala verkaufte die meisten seiner Hunde an einen lokalen Züchter. Diese Popularität führte dazu, dass der American Kennel Club die Rasse 1930 anerkannte. Die meisten Hunde dieser Rasse stammen von Hunden ab, die am Serum Run beteiligt waren, darunter auch Togo.
Togo wurde am 5. Dezember 1929 im Alter von 16 Jahren in Poland Spring in Maine aufgrund von Altersschwäche eingeschläfert. Die New York Sun Times widmete ihm am Tag darauf ihren Leitartikel; auch viele andere Zeitungen druckten Nachrufe für Togo. Seppala ließ ihn nach seinem Tod ausstopfen. Der ausgestopfte Togo kann heute im Iditarod Trail Sled Dog Race Museum in Wasilla besichtigt werden; sein Skelett befindet sich im Peabody Museum of Natural History der Yale University in New Haven (Katalognummer YPM MAM 007243).
2011 ernannte das Time Magazin Togo zum heldenhaftesten Tier aller Zeiten.

## Rezeption

### Film
- Ericson Core: Togo – Der Schlittenhund. 2019. USA.

## Weblink
- Artikel zu Togo auf Workingdogweb, abgerufen am 13. Mai 2020